# بابا علي (داي الجزائر)
بابا علي المدعو بو صبع (أبو إصبع) أو علي بابا نكسيس هو داي الجزائر الذي حكم من 1754 إلى 1766 . لقد قام بتنفيذ أعمال هيدروليكية في الجزائر العاصمة ، والتي ترك آثارًا عليها على نقوش مختلفة لنوافير المدينة. ومع ذلك انتقد جدا في التأريخ. بعد انتخابه في أعقاب اغتيال سلفه ورئيس وزرائه (خزندجي ) ، يوصف بأنه يفتقر إلى الحس السليم والقدرة على الحكم. إنه يحظى بشعبية من خلال السماح بإحياء القرصنة ؛ يعلن الحرب على الهولنديين. محليا كان زميله انتفاضتين للميليشيا من الإنكشارية ، واحدة في تلمسان ، واحدة في قسنطينة ، وذلك بفضل الإصلاحات في odjack التي أقامتها له سلفه (لا سيما مرسوم دعا الأحد أمان).

### مواضيع ذات صلة
- داي الجزائر
- الجزائر في العهد العثماني  (1514-1830)
- تاريخ الجزائر
- تاريخ ولاية الجزائر
- تاريخ الجزائر القديم والحديث
- قائمة حكام الجزائر